# Flak-Ersatz-Division
La Flak-Ersatz-Division (division de remplacement de Flak) est une division de lutte antiaérienne de la Luftwaffe allemande au sein de la Wehrmacht durant la Seconde Guerre mondiale.

## Historique
La Flak-Ersatz-Division est mise sur pied le 25 juin 1941 à Berlin en tant que Kommandeur der Flakausbildungs- und Flakersatzregimenter.
Le 10 avril 1943, la division est renommée Höherer Kommandeur der Flakausbildungs- und Flakersatzregimenter.
En septembre 1944, elle prend son nom définitif Flak-Ersatz-Division.

## Commandement
| Début           | Fin             | Grade        | Nom                              |
| --------------- | --------------- | ------------ | -------------------------------- |
| 25 juin 1941    | 14 janvier 1945 | Generalmajor | Hans-Jürgen von Witzendorff (de) |
| 14 janvier 1945 | 8 mai 1945      | Generalmajor | Erich Alt                        |

## Organisation

### Unités subordonnées
Formation le 25 juin 1941 :
- Flak-Ersatz-Regiment 1 à Bad Saarow/Stettin-Krekow
- Flak-Ersatz-Regiment 2 à Frankfurt-Main/Koblenz
- Flak-Ersatz-Regiment 3 à München-Freimann/Rosenheim-Stefanskirchen
- Flak-Ersatz-Regiment 4 à Gotha/Wolfenbüttel
- Flak-Ersatz-Regiment 5 à Hamburg-Rissen/Wismar

Organisation en août 1941 :
- Flak-Ersatz-Regiment 1 à Bad Saarow/Stettin-Krekow
- Flak-Ersatz-Regiment 2 à Frankfurt-Main/Koblenz
- Flak-Ersatz-Regiment 3 à München-Freimann/Rosenheim-Stefanskirchen
- Flak-Ersatz-Regiment 4 à Gotha/Wolfenbüttel
- Flak-Ersatz-Regiment 5 à Hamburg-Rissen/Wismar
- Flak-Ersatz-Regiment 6 à Wien
- Flak-Ersatz-Regiment 7 à Stettin

Organisation d'août 1942 à mai 1945 :
- Flak-Ersatz-Regiment 1 à Bad Saarow/Stettin-Krekow
- Flak-Ersatz-Regiment 2 à Frankfurt-Main/Koblenz
- Flak-Ersatz-Regiment 3 à München-Freimann/Rosenheim-Stefanskirchen
- Flak-Ersatz-Regiment 4 à Gotha/Wolfenbüttel
- Flak-Ersatz-Regiment 5 à Hamburg-Rissen/Wismar
- Flak-Ersatz-Regiment 6 à Wien

### Livres
- Georges Bernage et François de Lannoy, Dictionnaire historique de la Luftwaffe et de la Waffen-SS, Bayeux, Éditions Heimdal, 1998, 480 p. (ISBN 2-84048-119-7)
- (de) Karl-Heinz Hummel, Die deutsche Flakartillerie 1935 - 1945 - Ihre Großverbände und Regimenter, VDM Heinz Nickel, 2010